# Таи
Та́и (тай) (самоназвание tho — «человек»; вьет. Người Tày) — народ группы таи во Вьетнаме. Включает народности пази (вьет. Pa dí), тхо (вьет. Thổ), нган (вьет. Ngạn), фэн (вьет. Phén), тхулао (вьет. Thu Lao) и другие.
Численность около 1,8 млн человек (второе место после вьетов). Распространены на северо-востоке Вьетнама, к востоку от реки Хонгха, в провинциях Лангшон, Каобанг, Баккан, Тхайнгуен, Куангнинь, а также в некоторых уездах провинций Бакнинь и Бакзянг.

## Расселение
Предки тайских народов, жившие во II—I тыс. до н. э. южнее долины реки Янцзы, постепенно мигрировали на юг, к III веку н. э. достигли территории Вьетнама. Расселение тайских народов шло по двум путям: из провинции Юньнань по долине Хонгха в северо-западный Вьетнам и из провинции Гуандун и Гуанси в северо-восточный Вьетнам. (Егорунин 1999: 509).

## Язык
Основной язык — тхо, близкий к южночжуанскому языку и языку нунг (нонг). Вместе с ними образует тхо-южночжуанскую подгруппу северо-центральной группы тайских языков. Говорят также на вьетнамском языке. (Егорунин 1999: 509).

## Традиционные занятия

### Сельское хозяйство
Основное занятие — пашенное поливное земледелие и садоводство (рис, кукуруза, батат, маниок, овощи и фрукты: бананы, персики, груши и др.; технические культуры — корица, анис, табак, хлопок). Развиты шелководство.
В долинах и на склонах окружающих их гор распространено поливное земледелие. На террасные поля (жуонг) вода подается из рек, протекающих в долинах, с помощью систем водоподъемных сооружений, либо путём отвода воды по бамбуковым трубам и канавам из горных ручьев, берущих начало выше террас. Последние годы все более распространяется трех сезонная обработка земель и выращивание риса сорта нам нить.
Сельскохозяйственные орудия мало отличаются от вьетских. Для обрушки риса таи издавна используют силу текущей воды, устанавливая на реках водяное колесо. (Толстов 1966: 130).

### Скотоводство
Второе место по значению в хозяйстве таи занимает скотоводство. Они разводят буйволов, быков, свиней, кур, гусей и лошадей. Если буйволы имеются почти в каждом хозяйстве, то лошадей используют лишь для транспортных целей. (Толстов 1966: 130).

### Рыболовство
Рыболовство распространено у таи, живущих вдоль берегов рек. Они ловят рыбу преимущественно индивидуально, и реже коллективно — устанавливая запруды. Способов рыбной ловли много, чаще всего похожие на вьетские. (Толстов 1966: 130).

### Охота
Когда зреет урожай, таи охотятся на различных животных: на кабанов, оленей, обезьян и др. В основном это облавная охота на крупных животных, когда собираются почти все взрослые мужчины деревни. Добычу делят поровну между всеми участниками охоты, а голову отдают тому, кто первый нанес животному смертельную рану. В непромысловой охоте на обезьян, опустошающих поля, активное участие принимают дети, уничтожающие их из самострелов. (Толстов 1966: 130).

### Ремесла
У таи широко развито использование природных богатств: заготовка древесины и дров, ротанга и бамбука, клубней кунау, дикого кардамона, зерна которого широко используются в медицине, шеллак и т. д. Развиты ремёсла, домашние и кустарные промыслы — плетение из бамбука и ротанга различных предметов домашней утвари, кузнечное, также развито маслоделие и сахароварение. Но главное значение все равно придается ткачеству и прядению. Почти в каждой семье у таи есть свой ткацкий станок, и этот народ способен обеспечивать хлопчатобумажными тканями не только себя, но и соседние народы. Тайская парча и вышитые ткани пользуются большим спросом. (Толстов 1966: 130).

## Жилище

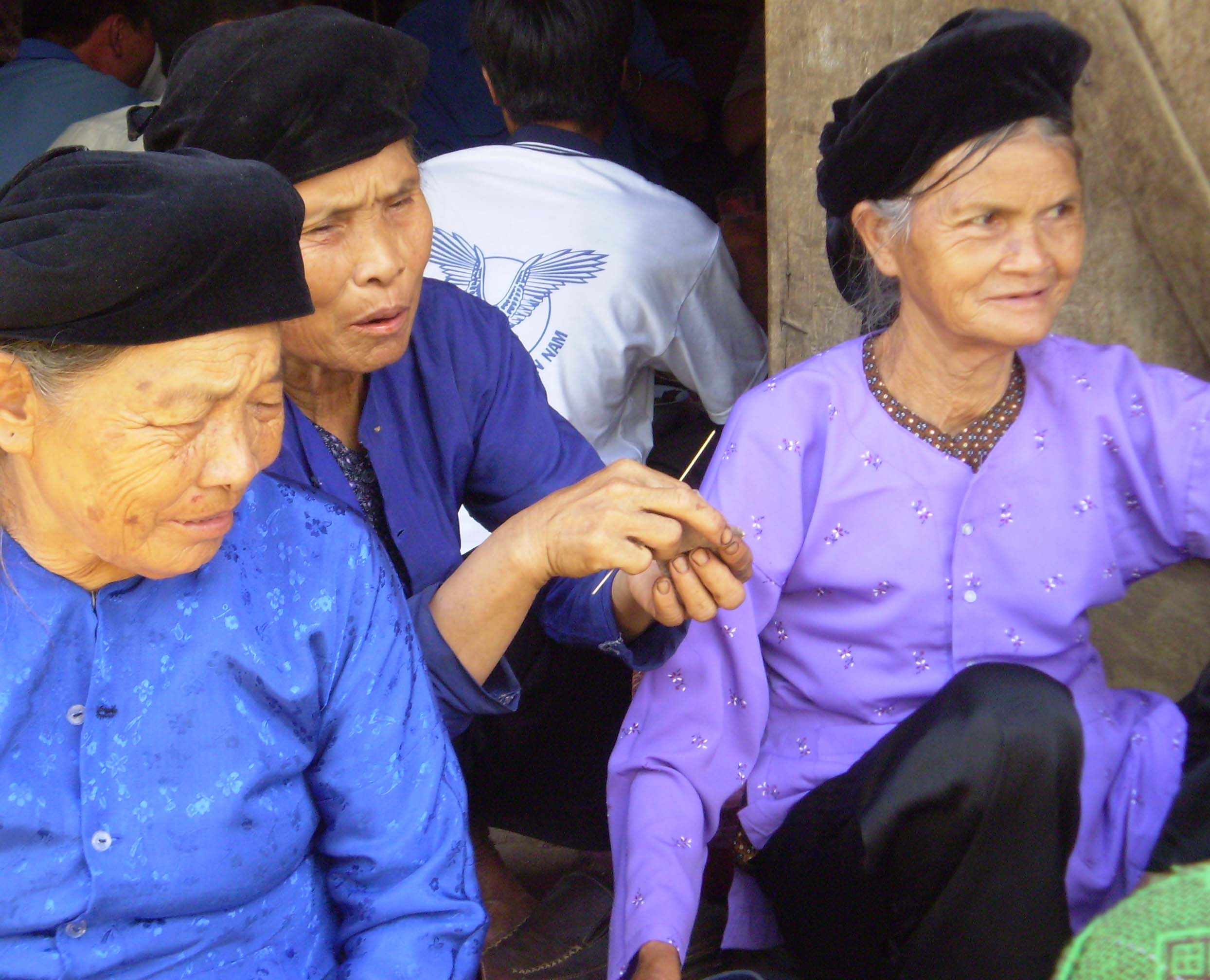
Женщины таи

Поселения таи (бан) от 20-25 домов до 60-70 располагаются на берегах рек и ручьев, склонах холмов, удобных для обработки земель, вдоль дорог, а главный фасад жилища обычно ориентируют на долины.
Прямоугольные дома на сваях, просторные, до 100 м²., среди зелени или бамбукового ограждения, которое окружает всю деревню. Лишь в районах соприкосновения с китайцами и вьетами можно увидеть простые наземные дома, на строительство которых уходит меньше затрат и времени. На полу настил из расщепленных стволов бамбука, стены также сплетены из бамбука: небольших полос с маленькими квадратными оконными проемами.
Часто таи обходятся без «комнатных» перегородок, условно разделяя дом на две половины; ближе к углу, где расположен алтарь предков, спят родители, затем неженатые сыновья и незамужние дочери и, наконец, в противоположном конце — женатый сын с семьей. Спят на циновках, головами к главному фасаду дома, поперек бамбукового настила.
В помещении, как правило, имеются два очага: на одном готовят пищу для семьи, на другом — для гостей. Очаг выглядит как железный треножник, стоящий на квадратной глиняной опоке.
К дому примыкает площадка, ограниченная различными хозяйственными постройками, огородом и небольшим фруктовым садом. Амбар, хлев, курятник сделаны из досок бамбука, стоят на земле, а в хозяйствах, где нет хлева, скот и птицу на ночь загоняют в сооруженные под домом специальные загоны. (Толстов 1966: 130).

## Быт
Женская и мужская одежда состоит из рубашки без воротника, длинной куртки и штанов тёмно-синего цвета (у женщин — прямая юбка), по праздникам надевают белые куртки, поэтому таи называют «канн шлыа кхао» — «люди, носящие белую куртку». Женщины также носили головную повязку чёрного цвета, на концах украшенную цветной вышивкой, множество серебряных украшений. (Цветов 1976: 131).
Пища — в основном рис, рыба, овощи, реже мясо. Варят рис на пару в составном сосуде (мо нынг) и занимает это довольно долгое время. Сваренный высыпанный на круглое деревянное блюдо рис едят левой рукой, а приправы — мясо, рыба и овощи, нарезанные довольно мелко, едят правой рукой с помощью палочек. (Парникель 2001: 48).

## Брак и семья
В прошлом у таи бытовали сильные пережитки патриархальных отношений, когда глава семьи — отец или старший брат — имел огромную власть над остальными членами семьи, а женщины были в униженном положении. Так им запрещалось сидеть с мужчинами за одним столом и есть из одного блюда.
При разделе имущества старший сын обычно получал участок земли, доход с которого шёл на содержание его родителей, а после их смерти на отправление культа предков. Плюс к этому, он получал свою долю.
До сих пор у таи ещё встречаются такие семьи, где родители и семьи женатых сыновей живут в одном доме, работая и потребляя под одной крышей. Муж с женой могут иметь лишь небольшой участок для огорода, доходы с которого идут на их личные нужды.
Среди помещиков и богатых крестьян были нередки случаи многоженства: мужчина должен был либо заплатить за жену выкуп, либо отработать длительный срок в семье её родителей (от 6 до 12 лет). При отсутствии сыновей зять обязан перейти в дом родителей жены, где он будет не только помогать им, но и обязан продолжить их род, получая их фамилию и все права наследника. (Толстов 1966: 130).

## Верования
Религиозные верования в жизни таи играют значительную роль. Особое место занимает вера в духа петуха, способного поселиться в семье и причинять вред окружающим.
Чтобы вылечить какую-то болезнь, приглашают колдуна, который совершает обряд изгнания злого духа, сопровождая это жертвоприношениями.
Замужние дочери, которые живут в другой семье, строят недалеко от дома небольшой алтарь на сваях, где они обязаны молиться духу умершего отца. В алтарь они ставят чашечку с рисом, водой и алкоголем. Но в жилом доме женщины имеют право отправлять культ лишь умерших родителей мужа. (Парникель 2001: 48).

### Похороны
До недавнего времени похоронные обряды таи были очень дорогими и продолжительными — от пяти дней до месяца, пока колдун не определит благоприятный день для захоронения. Сейчас похоронные обряды с каждым годом упрощаются, а больные все чаще обращаются к медицинской помощи. Хотя, стоит отметить, что таи продолжают приносить жертвы духам. (Толстов 1966: 130).

### Праздники
Главный праздник — Новый год, его отмечают наиболее торжественно: в течение первого лунного месяца устраивают жертвоприношения предкам и духу деревни. Праздник весны (лонг тонг) — отмечают перед началом сева, основным содержанием которого является вспашка первой борозды старейшиной деревни, так как раньше было поверье, что если поле вспахали до провидения этого обряда — то деревню ждет неурожай. Так же отмечают осенний праздники (хой хай). (Толстов 1966: 130).

## Культура
Устное народное творчество весьма разнообразно и самобытно. Песни, сказания и исторические предания передаются из поколения в поколение.

### Песни
Любимые народные песни — свадебные песни (куанг ланг), когда семьи жениха и невесты приветствуют и хвалят будущих родственников и «чередующиеся песни» (лыон), которые связаны со знакомством и любовью молодых людей, которые после трудового дня, разделившись на группы, поют друг другу. Любимое народное развлечение — песенно-поэтические состязания (хан кхуонг), когда группа девушек стоит на помосте, а юноши перед ними, и поочередно поют. (Никулин 1958: 312).

### Письменность
До Августовской революции таи не имели письменности, а пользовались лишь китайской иероглификой, видоизмененной в соответствии с тайской фонетикой. В настоящее время, на основе вьетнамской письменности и тайской фонетики, выработана национальная письменность таи. На базе этой письменности ведется обучение детей в школах, издается политическая и художественная литература. (Толстов 1966: 130).